# نوربرت ديكل
نوربرت «نوبي» ديكل (بالألمانية: Norbert Dickel)‏ (مواليد 27 نوفمبر 1961 في برغاوسين) هو لاعب كرة قدم ألماني سابق، لعِبَ ست مواسم من البوندسليغا لنادي كولن وبوروسيا دورتموند بين عامي 1984 و 1990، بمجموع 123 مباراة في الدوري الألماني وسجل 45 هدفاً. وسجل هدفين عام 1989 في المبارة النهائية لكأس ألمانيا دورة 1988-1989 لصالح بوروسيا دورتموند، ما ساعد النادي في الفوز بأول جائزة كبرى حصلوا عليها منذ عام 1966. اضطر للتقاعد وعمره 28 عاماً بسبب إصابات عانى منها.
يعمل الآن مذيعاً في مدرج بوروسيا دورتموند ومعلّقاً رياضياً للبرامج الإذاعية على الإنترنت المختصة بمباريات بوروسيا دورتموند.

## وصلات خارجية
- نوربرت ديكل على موقع ميوزك برينز (الإنجليزية)
- نوربرت ديكل على موقع ديسكوغز (الإنجليزية)
- نوربرت ديكل على موقع قاعدة بيانات كرة القدم.إي يو (الإنجليزية)
- نوربرت ديكل على موقع بيانات كرة القدم. دي إي (الألمانية)
- نوربرت ديكل على موقع عالم كرة القدم.نت (الإنجليزية)
- نوربرت ديكل على fussballdaten.de (بالألمانية)

- نوربرت ديكل على WorldFootball.net (بالإنجليزية)